# Triple H (worstelaar)
Paul Michael Levesque (Nashua (New Hampshire), 27 juli 1969) – beter bekend onder zijn pseudoniem Triple H, abbreviatie van Hunter Hearst Helmsley ['ɦʏn(t)əʀ ɦœyʀst ɦɛlmzli], of HHH – is een Amerikaans voormalig professioneel worstelaar. Hij was 30 jaar actief en geldt als een van de grootste en meest invloedrijke professioneel worstelaars ooit.
Paul "Triple H" Levesque, bijgenaamd "The Game" en "The Cerebral Assassin" is een 14-voudig WWE World Heavyweight Champion, twee minder dan het record van Ric Flair en John Cena. Hij bekleedt anno 2022 een bestuursfunctie binnen WWE, als Chief Content Officer (CCO). Hiermee houdt hij toezicht op de afdelingen Creative Writing, Talent Relations, Live Events, Talent Development en Creative Services van het bedrijf. Hij won negen keer het WWF/E Championship en vijf keer de voormalige Golden Belt. Hij was – na Shawn Michaels – de tweede Grand Slam Champion en was de winnaar van Royal Rumble in 2002 en 2016. Hij won 25 kampioenschappen in de WWF/WWE. 'Hunter Hearst Helmsley' – woorddeel twee moet worden uitgesproken als 'Huirst' ['ɦœyʀst] – is sinds 1995 zijn ringnaam, hoewel hij sinds 1997 de abbreviatie 'Triple H' gebruikt. Triple H verwierf een alternatief, rebels imago in de worstelgroep D-Generation X, die hij in 1997 oprichtte met Michaels en zijn toenmalige levenspartner Chyna. Hij kwam te boek te staan als een gevreesde worstelaar. In februari 2003 richtte Triple H samen met Ric Flair, Dave Batista en Randy Orton de worstelgroep Evolution op, waarna hij en Flair mentor werden van de toen 22-jarige Orton. Zijn handelsmerk Pedigree, de beweging "Double Underhook Facebuster" die hij doorgaans gebruikte om zijn wedstrijden te winnen, gold als een van de "machtigste" en meest beschermde bewegingen binnen het professioneel worstelen. Anders gesteld viel zelden een situatie voor waarbij men hierna een wedstrijd niet verloor.
In 2003 stapte hij in het huwelijksbootje met Stephanie McMahon, dochter van Vince McMahon. Naast zijn activiteiten als worstelaar is hij acteur en ondernemer. Triple H heeft met zijn echtgenote een minderheid van de aandelen van het bedrijf en is sinds 2011 verantwoordelijk voor het opleiden van worstelaars in het door hem opgerichte televisieprogramma WWE NXT. Triple H speelde reeds meerdere bijrollen op het grote scherm, zoals de vampier Jarko Grimwood uit de horrorfilm Blade: Trinity uit 2004.
Paul Levesque alias "Triple H" kondigde op 25 maart 2022 het einde van zijn carrière als professioneel worstelaar aan. In november 2021 werd Levesque het slachtoffer van een hartinfarct en kreeg een defibrillator ingeplant. In 2019 werd hij met zijn groep D-Generation X – nog niet individueel omdat hij op dat ogenblik zelf nog actief was (algemeen aangenomen wordt dat hij indidivueel zal toetreden) – opgenomen in de WWE Hall of Fame.. Op 18 april 2025 zal hij ook individueel worden opgenomen in de WWE Hall of Fame. 

## Jeugdjaren
Levesque werd geboren als zoon van Paul Levesque Sr. en Patricia Levesque en is de broer van Lynn Levesque. Tijdens zijn jeugdjaren speelde Levesque honkbal en basketbal. Hij bezocht Nashua South High School en begon op 14-jarige leeftijd intensief met bodybuilding. Na zijn afstuderen in 1987 nam hij deel aan een reeks bodybuildingwedstrijden. Levesque won de plaatselijke 'Mr. Teenage New Hampshire'-titel op 19-jarige leeftijd, in 1988.
Hij ging aan de slag als manager bij een Gold's Gym te Nashua, waar hij voormalig wereldkampioen gewichtheffen Ted Arcidi ontmoette, die ook een korte worstelcarrière had. Arcidi moedigde Levesque uiteindelijk aan Walter 'Killer' Kowalski op te zoeken. Hij vatte in 1992 zijn training aan op diens school in Malden, Massachusetts.

## Professioneel worstelcarrière (1992-2022)

### Vroege carrière (1992-1995)
Hij werd getraind door Killer Kowalski en begon zijn worstelcarrière in de 'International Wrestling Federation' als "Terra Ryzing". In 1994 vertrok Levesque naar World Championship Wrestling (WCW), waar hij ook worstelde onder de ringnaam "Terra Ryzing". Hij vormde een duo met een andere stagiair van Kowalski, Perry Saturn, als "The Eliminators". Hij veranderde al snel zijn ringnaam in "Jean-Paul Lévesque", een Frans-Canadees aristocraat. Levesque was één helft van een tag team met Lord Steven Regal, maar verruilde de WCW voor de rivaliserende organisatie World Wrestling Federation (WWF, nu WWE). Levesque en Regal stonden daar eerst samen bekend als "The Blue Bloods".

### World Wrestling Federation/Entertainment (WWF/E) (1995-2022)

#### Beginjaren (1995-1998)

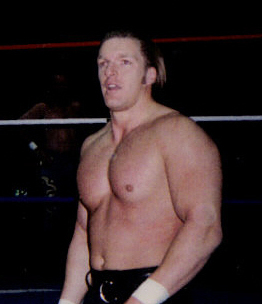
Hunter Hearst Helmsley in 1996

Levesque maakte zijn officiële debuut als de aristocraat "Connecticut Blueblood" Hunter Hearst Helmsley, die volgens het WWE-canon afkomstig is uit Greenwich, Connecticut, tijdens een aflevering van de show WWF Wrestling Challenge op 30 april 1995 en legde meteen Henry O. Godwinn het vuur aan de schenen, die de rol van varkensboer speelde. Niet veel later won Helmsley het WWF Intercontinental Championship door Marc Mero te verslaan op 21 oktober 1996, maar hij verloor de titel vier maanden later aan Rocky Maivia, alias "The Rock". In een interview uit april 2019 keek Levesque terug op zijn begindagen in WWE.

Ik herinner mezelf als toeschouwer bij WrestleMania XI. Ik had net mijn contract getekend, maar wilde daar op een dag ook het beste van mezelf geven. Ik werd weggeblazen. WrestleMania is een epische week van trots die voorbijgaat in een oogwenk en ik ben steeds gelukkig en enthousiast hier deel van uit te maken.
—  Levesque in april 2019

Helmsley debuteerde bij WrestleMania op 31 maart 1996. Hij werd echter verslagen door The Ultimate Warrior bij het evenement WrestleMania XII. In het voorjaar van 1997 verkortte Levesque zijn ringnaam tot "Triple H". Men zou zijn karakter gedurende het verdere verloop van zijn loopbaan wel nog steeds aanspreken als "Hunter". Triple H versloeg Goldust bij het evenement WrestleMania 13. Triple H won dat jaar ook het King of the Ring-toernooi, in de finale versloeg hij "Mankind" Mick Foley. Hij nam het WWF European Championship over van Shawn Michaels in een gemanipuleerde wedstrijd. Triple H en Michaels waren toen reeds lid van "D-Generation X" en maakten er zowaar een grap van. Hij speelde het WWF European Championship een maand later kwijt aan Owen Hart, een verhaallijn die eindigde met een overwinning van Helmsley bij het evenement WrestleMania XIV.

#### D-Generation X (1997-2000)

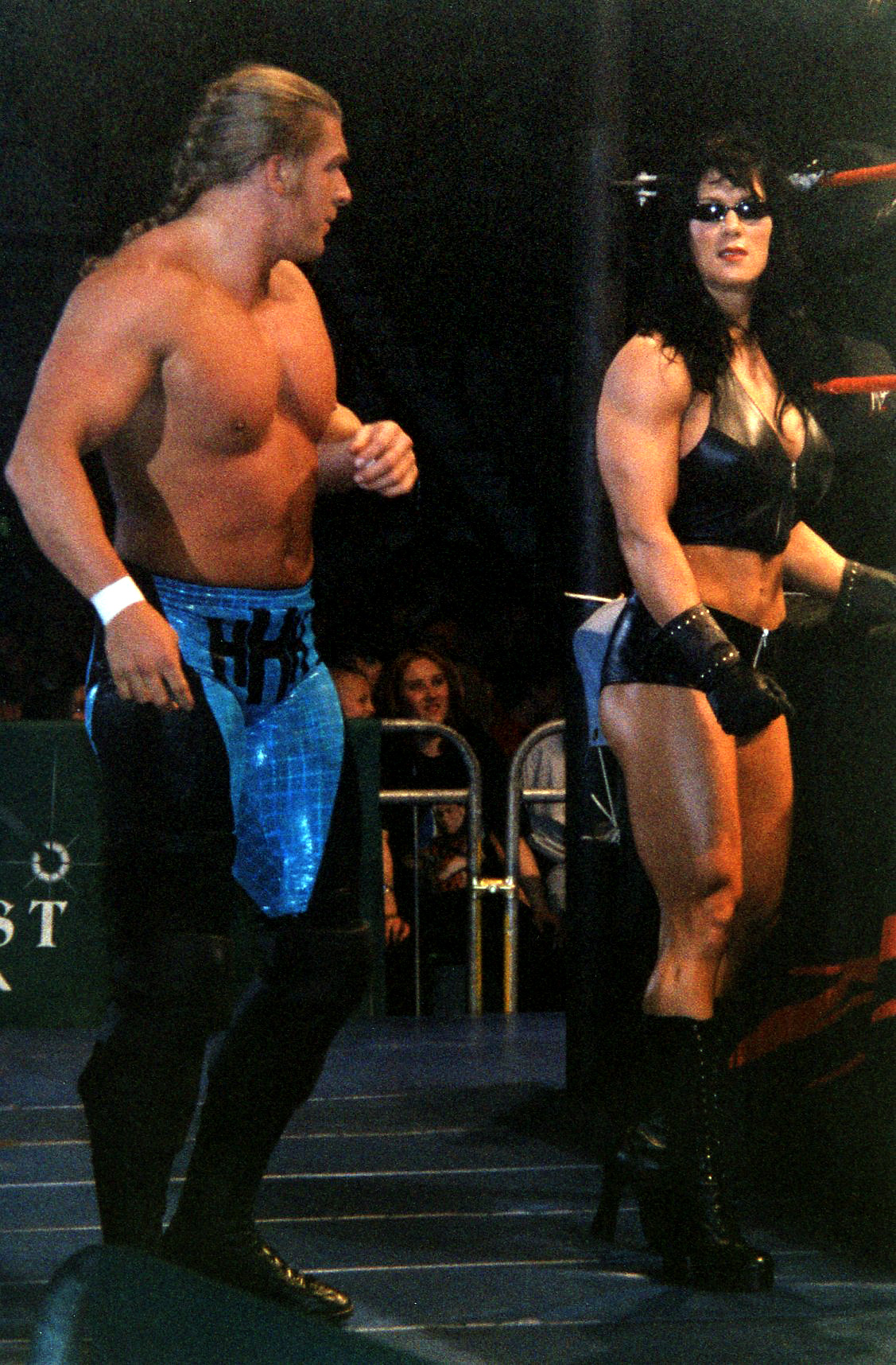
Triple H en Chyna in 1999

Vanaf augustus 1997 werd Triple H de co-leider van de rebelse worstelgroep "D-Generation X". Het team was een belangrijk aspect van het immens populaire Attitude Era en zou uitgroeien tot een van de populairste worstelgroepen in de geschiedenis. "D-Generation X" of "DX" bestond oorspronkelijk naast hijzelf uit Shawn Michaels, "Ravishing" Rick Rude (overleden in 1999) en zijn toenmalige levenspartner Chyna (overleden in 2016), terwijl Road Dogg, "Mr. Ass" Billy Gunn en X-Pac er zouden bij komen.
Het succes was van korte duur. Michaels stopte in maart 1998 tijdelijk met worstelen als gevolg van een zware rugblessure die Michaels opliep in januari 1998. Rude verliet de groep omdat hij misnoegd was over de "Montreal Screwjob". De eerste samenstelling, maar dan zonder Michaels en Rick Rude, bleef voorts intact van 1998 tot 2000. Daarna viel "D-Generation X" uit elkaar, maar ze hielden telkens een eenmalige reünie in 2000 en 2002.

#### The Rock & familie McMahon (1998-2000)
In de zomer van 1998 ging Helmsley de strijd aan met Dwayne "The Rock" Johnson, die hij versloeg in een ladder match bij het evenement SummerSlam met hulp van Chyna, waarmee Triple H het WWF Intercontinental Championship alweer op zijn naam schreef. Helmsley verdween even van het scherm. Na zijn terugkeer vocht hij opnieuw tegen The Rock en specifiek diens groep The Corporation, maar werd verraden door Chyna. Hij verried uiteindelijk zelf "DX" en trad toe tot The Corporation en hielp Shane McMahon het WWF European Championship te behouden tegen X-Pac bij het evenement WrestleMania XV in het voorjaar van 1999.
Helmsley won zijn eerste WWF Championship op 23 augustus 1999, een dag na het evenement SummerSlam waar hij verloor van winnaar "Mankind" Mick Foley met ook Stone Cold Steve Austin die verloor als regerend kampioen. Een dag later versloeg Triple H Mankind meteen bij een herkansing. Nadat hij de titel verloor aan Vince McMahon in september 1999, maakte Helmsley hem te schande door te trouwen met zijn dochter Stephanie. Stephanie stond op het punt om kayfabe te trouwen met Test. Vince wist hem [Helmsley] echter te verslaan bij het evenement Armageddon. Op 26 september 1999 veroverde hij voor de tweede keer het WWE Championship bij het evenement Unforgiven: een "Six Pack Challenge" voor de vrijgekomen titelriem tegen Kane, Davey Boy Smith, Mankind, Big Show en The Rock. In oktober 1999 versloeg hij reeds The Rock in een steel cage match bij het evenement Rebellion.
Op 17 oktober 1999 verdedigde Helmsley met succes zijn WWF Championship tegen Stone Cold Steve Austin bij het evenement No Mercy. Deze wedstrijd wordt weleens gezien als de meest entertainende tussen beide worstelaars. Een maand later verloor hij de titel aan Big Show bij het evenement Survivor Series. The Rock was de andere deelnemer. Rond deze periode gebruikte Helmsley voor het eerst een voorhamer als wapen (een uitzending van het maandagavondprogramma RAW is WAR waarin The Undertaker (worstelaar)The Undertaker een "Casket match" had tegen The Rock), werd hij bekend als 'The Game' en 'The Cerebral Assassin', debuteerde hij met zijn themalied "My Time" door The Chris Warren Band uit New York en kwam hij steeds met een flesje water naar de ring.
In januari 2000 won hij een derde keer het WWF Championship door Big Show te verslaan tijdens een aflevering van RAW is WAR op 3 januari 2000. Op 27 februari 2000 versloeg hij "Cactus Jack" Mick Foley bij het evenement No Way Out. Dit was een Hell in a Cell match. Het leidde tot een confrontatie bij het evenement WrestleMania 2000 tussen Triple H, Mick Foley, The Rock en Big Show, die werd gepromoot als "A McMahon in every corner" ("Een McMahon in elke hoek"). Helmsley won de wedstrijd en verdedigde met succes zijn titel, niet in het minst omdat Vince McMahon zich tegen The Rock keerde. Voortaan stonden Triple H en zijn schoonfamilie bekend als de "McMahon-Helmsley Faction".
Bij het evenement Backlash verloor Triple H van The Rock na inmenging van de verrassend optredende Stone Cold Steve Austin, terwijl Vince McMahon en gastscheidsrechter Shane McMahon er alles aan deden om hem te laten winnen. Dat mislukte. Later versloeg hij The Rock wel bij het evenement Judgment Day in een 60 minuten durende Iron Man match in mei 2000. Shawn Michaels deed die avond dienst als gastscheidsrechter. Triple H versloeg later Chris Jericho bij het evenement Fully Loaded. In de zomer kwam Kurt Angle erbij, wat leidde tot onderlinge confrontaties bij de evenementen SummerSlam (tegen Angle én The Rock), Unforgiven en uiteindelijk Armageddon in een unieke Hell in a Cell match tegen Angle, The Rock, Stone Cold Steve Austin, The Undertaker en Rikishi, tot op vandaag de enige wedstrijd met dit concept waar zes worstelaars aan deelnamen. Daarnaast stonden Triple H en Angle tegenover elkaar bij het evenement Royal Rumble in januari 2001. Hij was alleen succesvol bij het evenement Unforgiven, in september 2000.

#### Steve Austin & The Two Man Power Trip (2000-2001)
Stone Cold Steve Austin diende in 2000 nekchirurgie te ondergaan en werd uit de reeks geschreven. Austin werd op het scherm overreden door een auto, iets waar Helmsley uiteindelijk schuldig aan werd bevonden. Rikishi bestuurde de wagen in opdracht van Triple H, wat hij zelf opbiechtte in een videoboodschap gericht aan Austin. Het kwam tot een confrontatie met "Stone Cold" Steve Austin bij het evenement Survivor Series, medio november 2000. De wedstrijd leverde geen winnaar op (NB: no contest). Op 15 januari 2001 debuteerde Triple H met zijn iconisch themalied "(Time to Play) The Game" door de Britse heavymetalband Motörhead tijdens een aflevering van het maandagavondprogramma RAW is WAR, waarna een scène met "Stone Cold" Steve Austin werd ontketend. In februari 2001 vochten Triple H en Austin opnieuw een robbertje uit, met name bij het evenement No Way Out. Een Three Stages of Hell-concept waarbij de eerste worstelaar die twee punten scoort, wint. Triple H won de wedstrijd met 2–1. De wedstrijd is een van zijn meest gedenkwaardige.
Helmsley werkte vanaf de lente van 2001 samen met "Stone Cold" Steve Austin en Vince McMahon als The Power Trip om via deze weg Chris Jericho te dwarsbomen. Triple H versloeg Jericho en won zijn derde WWF Intercontinental Championship, tijdens een uitzending van het vrijdagavondprogramma SmackDown op 3 april 2001. Een week later was hij zijn titel alweer kwijt aan Jeff Hardy. Twee weken later liet Helmsley al een vierde zege optekenen tegen Hardy. Uiteindelijk won hij deze titel vijf keer. Triple H verloor het WWF Intercontinental Championship weer aan Hardy tijdens een aflevering van het vrijdagavondprogramma SmackDown op 12 april 2001.
In het voorjaar van 2001 veroverde hij met Austin het WWF Tag Team Championship bij het evenement Backlash als The Power Trip tegen Brothers of Destruction (The Undertaker en Kane), maar toen ze op 21 mei 2001 hun titels verdedigden tegen Chris Jericho en Chris Benoit, liep Levesque als "Triple H" een blessure op aan de quadriceps die hem acht maanden lang buitenspel zette. Bovendien verloren Helmsley en Austin hun titels in een klassieker.
Ten gevolge van zijn blessure aan de quadriceps miste Levesque als "Triple H" de gehele verhaallijn die handelde over "Team WWF" en "Team Alliance", beter bekend als The Invasion. Hij zag het grootste deel van het jaar 2001 door de neus geboord. Triple H was echter nog fit op het moment van WrestleMania X-Seven in april 2001, waar hij werd verslagen door The Undertaker.

#### World Heavyweight Championship & Evolution (2002-2005)

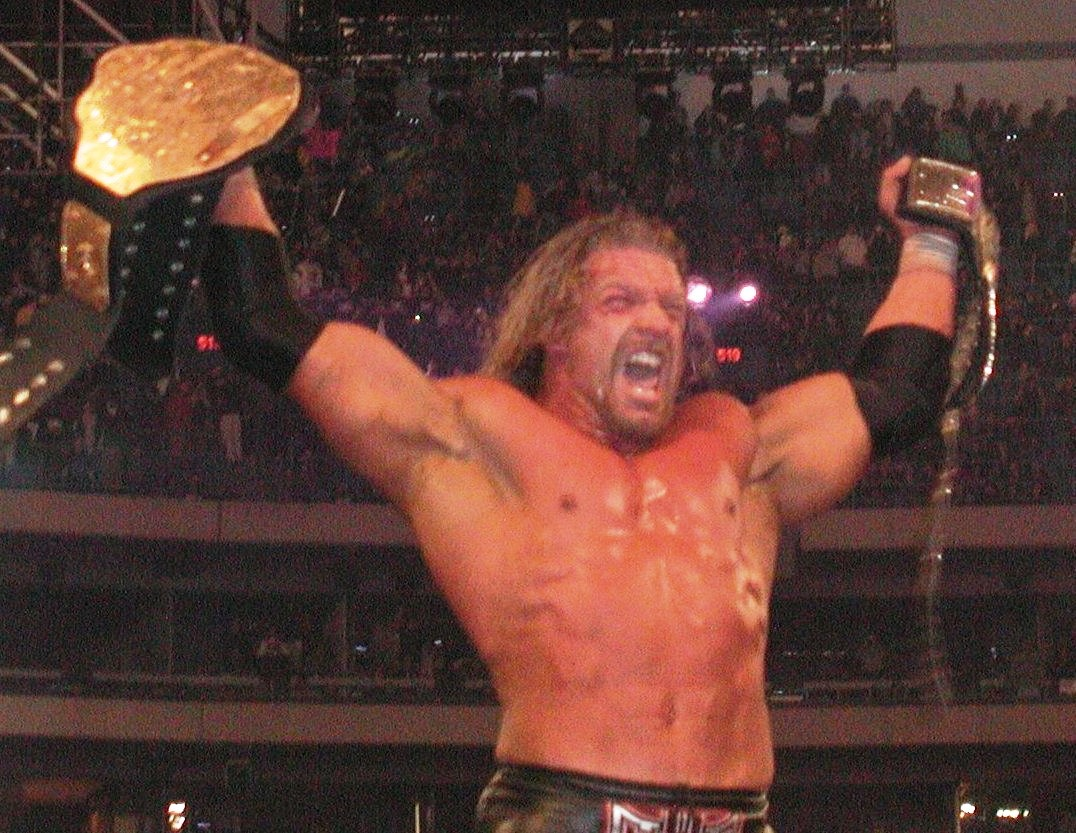
Triple H na winst van het WWF Undisputed Championship in 2002

In januari 2002 keerde Helmsley terug en won gezwind de Royal Rumble, waardoor hij mocht deelnemen aan de wedstrijd om het WWF Undisputed Championship bij het evenement WrestleMania X8. Hij bemachtigde het WWF Undisputed Championship bij het evenement WrestleMania X8, mits een overwinning tegen Chris Jericho. Jericho in 2019: "Ik vond die wedstrijd onwaardig als main event [...] Eigenlijk had The Rock vs. Hulk Hogan dat [main event] moeten zijn." Jericho voegde hier aan toe dat hij "de wedstrijd niet meer wenst te bekijken [omwille van de populaire verhaallijn tussen Hogan en The Rock]".
Stephanie McMahon bedroog Helmsley twee jaar eerder met Jericho, scheidde van Helmsley, trouwde met Jericho en verliet hem alweer, waarna Helmsley en Stephanie begonnen met een propere lei. Helmsley en McMahon zijn tot op heden fictief getrouwd, maar Levesque trouwde in 2003 evenzeer met McMahon in het echte leven. Op het scherm trouwde zijn karakter Hunter Helmsley in 1999 met Stephanie nadat hij haar had gedrogeerd op een feestje.
In mei 2002 werd Hunter Hearst Helmsley door voormalig World Championship Wrestling-eigenaar Eric Bischoff uitgeroepen tot de allereerste World Heavyweight Champion, simultaan met de naamsverandering van WWF in de huidige bedrijfsnaam WWE. Op 19 mei 2002 versloeg hij Chris Jericho in een Hell in a Cell match bij het evenement Judgment Day. Triple H versloeg Rob Van Dam bij het evenement Unforgiven op 22 september 2002. Triple H en Ric Flair verbroederden officieus als hun factie Evolution bij het evenement; Ric Flair hielp hem de wedstrijd te winnen door Van Dam aan te vallen met de kenmerkende voorhamer van Helmsley. Een maand later verenigde Levesque als Helmsley het World Heavyweight Championship en WWF Intercontinental Championship, meer bepaald toen hij Kane versloeg bij het evenement No Mercy. Rond deze periode eindigde ook het Attitude Era en ging het "Ruthless Aggression Era" van start.
Shawn Michaels keerde in augustus 2002 terug als professioneel worstelaar. Triple H was jaloers op de aandacht die Michaels kreeg en plantte een figuurlijk mes in zijn rug. Michaels daagde hem uit tot een wedstrijd bij het evenement SummerSlam, een straatgevecht (NB: reguliere wedstrijd, maar zonder regels). Hij verloor deze wedstrijd. Tot overmaat van ramp verloor hij de titelriem – Triple H was houder van het WWE World Heavyweight Championship – aan Michaels bij het evenement Survivor Series, in november 2002. Dit was de eerste weergave van de Elimination Chamber match in de geschiedenis. Paul Levesque, vertolker van "Triple H", liep bij het evenement een middenrifbreuk op toen Rob Van Dam - een van zijn tegenstanders - zijn kenmerkende Five Star Frog Splash verkeerd uitvoerde (jargon: botch), waardoor Van Dam zijn slokdarm raakte met zijn knie. Levesque zette door tot het einde, waarna zijn personage "Triple H" als laatste geëlimineerd werd door winnaar Shawn Michaels. Triple H herstelde vrij snel van de kwetsuur en heroverde het World Heavyweight Championship een maand later van Michaels bij het evenement Armageddon.
Triple H verdedigde het WWE World Heavyweight Championship voor een groot deel van het jaar 2003, waaronder tegen Scott Steiner bij het evenement Royal Rumble in januari 2003 - via diskwalificatie - en op controversiële wijze tegen Booker T bij het evenement WrestleMania XIX op 30 maart 2003 en meermaals tegen Bill Goldberg in de lente en zomer. Triple H versloeg onder andere Goldberg in de tweede Elimination Chamber match bij het evenement SummerSlam in augustus 2003. Helmsley moest de titelriem wel even doorgeven aan Goldberg bij het evenement Unforgiven in september 2003, maar werd er twee maanden later terug meester van bij het evenement Armageddon nadat hij Goldberg en Kane versloeg.
Levesque richtte als Hunter Hearst Helmsley de zelfingenomen worstelgroep Evolution op met Ric Flair, Randy Orton en Dave Batista. De arrogante worstelgroep, die hij zelf samenstelde, had een grootschalige en onuitwisbare impact binnen het professioneel worstelen. Levesque speelde als Hunter Hearst Helmsley de "grote vedette van het professioneel worstelen", met Ric Flair als "de legendarische voormalige vedette" en met Randy Orton en Batista als "de grootheden van de toekomst". Zijn karakter Helmsley verloor het World Heavyweight Championship uiteindelijk befaamd aan Chris Benoit bij het evenement WrestleMania XX gehouden in Madison Square Garden, New York, in maart 2004. Een wedstrijd waarbij ook Shawn Michaels betrokken was. Een maand later verzuimde hij het World Heavyweight Championship te heroveren van Benoit – met opnieuw Michaels als andere uitdager – in een heruitgave van het evenement WrestleMania XX. Dit was het evenement Backlash dat steeds volgde na WrestleMania. Rond deze periode was zijn conflict met Michaels nog steeds in volle gang. Helmsley versloeg Michaels bij het evenement Bad Blood in een Hell in a Cell match die meer dan 47 minuten duurde. Toen was de verhaallijn tussen hem en Michaels afgelopen.
Nadat Randy Orton in augustus 2004 het World Heavyweight Championship overnam van Chris Benoit bij het evenement SummerSlam , gooide een jaloerse Triple H hem uit 'Evolution' en nam Triple H de titel over door Orton in september 2004 te verslaan bij het evenement Unforgiven. Triple H versloeg onder andere Batista en Orton in een Elimination Chamber match voor het World Heavyweight Championship bij het evenement New Year's Revolution, in januari 2005. Eind januari versloeg Helmsley zijn voormalige pupil Orton bij het evenement Royal Rumble, waardoor hij de World Heavyweight Champion bleef. Uiteindelijk keerden ook Flair en Batista zich tegen hem, waarna hij drie keer op rij verloor van Batista op pay-per-view. Triple H moest eerst de duimen leggen voor Batista bij het evenement WrestleMania 21, daarbij het World Heavyweight Championship verliezend, en daarna bij het evenement Backlash. De meest geroemde wedstrijd tussen Triple H en Batista is evenwel een Hell in a Cell match bij het evenement Vengeance in juni 2005. Hij leed daarmee zijn allereerste nederlaag in een "Hell in a Cell match". Helmsley worstelde tegen Flair in een bloederige steel cage match bij het evenement Taboo Tuesday op 1 november 2005, waar Flair met de zege aan de haal ging en WWE Intercontinental Champion bleef.

#### Reünie van D-Generation X (2006-2007)
Hoewel hij er in januari 2006 niet in slaagde om de Royal Rumble te winnen, verwierf Triple H desondanks een kans op het WWE Championship van John Cena. Bij het evenement WrestleMania 22 was hij de uitdager van Cena, maar hij verloor. Later die maand was Triple H aanwezig bij het evenement Backlash, waar hij opnieuw worstelde om het WWE Championship. Dat deed hij tegen Edge en Cena in een driegevecht (jargon: triple threat). Hij trok opnieuw aan het kortste eind en Cena bleef kampioen. Edge gaf evenwel op toen Cena Edge in de submissionbeweging STF hield (dezelfde die Triple H deed verliezen bij het evenement WrestleMania 22), waardoor Triple H die buiten de ring lag automatisch de titel kon vergeten. Een gefrustreerde en hevig bloedende Helmsley gebruikte zijn karakteristieke voorhamer en viel zowel Edge als Cena aan. Daarna probeerde hij talloze keren zonder succes het kampioenschap los te weken bij Cena, waarna Vince McMahon hem wees op zijn tekortkomingen. Dit leidde uiteindelijk tot onvrede tussen de McMahons en Triple H.
Triple H bundelde vanaf juni 2006 opnieuw de krachten met Shawn Michaels tegen de McMahons, waardoor een reünie van D-Generation X zich aandiende. Op 12 juni 2006 was de reünie daadwerkelijk een feit. Ze versloegen Spirit Squad bij het evenement Vengeance en daarna Vince en Shane McMahon bij het evenement SummerSlam. Bij het evenement Unforgiven overwon "D-Generation X" zowel de McMahons als toenmalig ECW World Champion Big Show in een Hell in a Cell match.
Ze vestigden hun aandacht op het WWE World Tag Team Championship. "D-Generation X" won van Rated-RKO (Randy Orton & Edge) bij het evenement Survivor Series in november 2006, een wedstrijd waarin de titels niet op het spel stonden. Dit was namelijk een traditionele Survivor Series 5-tegen-5 eliminatiewedstrijd; Team DX nam het op tegen Team Rated-RKO. Team DX bestond uit CM Punk en The Hardy Boyz (Jeff en Matt Hardy). Orton en Edge konden rekenen op de steun van John Morrison ("Johnny Nitro"), Gregory Helms en Mike Knox. D-Generation X en hun team won de wedstrijd. Ze slaagden er uiteindelijk niet in het World Tag Team Championship te winnen tijdens hun tweede periode. In januari 2007 kwam abrupt een einde aan hun samenwerking, want bij het evenement New Year's Revolution raakte Levesque als "Triple H" zwaar geblesseerd aan de rechterdij- en knie. Tijdens het uitvoeren van een Facebreaker Knee Smash op Orton, overbelastte Levesque zijn dij en kwam slecht neer. Hij zette nog even door, maar uiteindelijk werd de wedstrijd (subtiel) stilgelegd. Na een ziekenhuisbezoek was het verdict een gescheurde quadriceps. Levesque was 4 tot 6 maanden buiten strijd en moest het evenement WrestleMania 23 aan zich laten voorbijgaan. Het is vooralsnog de enige editie van WrestleMania die vertolker Paul Levesque miste door een blessure.
Triple H keerde terug bij het evenement SummerSlam in augustus 2007, waar hij worstelde tegen Booker T (toen bekend als "King Booker" als winnaar van King of the Ring). Triple H versloeg Booker T; het begin van een nieuw tijdperk: dat van zijn "King of Kings"-persona.

#### King of Kings (2007-2008)
Na zijn terugkeer in augustus 2007 won Triple H, die zich voortaan de King of Kings liet noemen, het WWE Championship bij het evenement No Mercy in oktober 2007; een overwinning tegen Randy Orton. Bij hetzelfde evenement versloeg hij ook Umaga in zijn eerste titelverdediging, dewelke Triple H namelijk nog diezelfde avond werd opgelegd door Vince McMahon. McMahon kondigde toen aan dat Orton een herkansing zou krijgen volgens de regels van een Last Man Standing-wedstrijd in de laatste wedstrijd van het evenement, waarna Orton de regeerperiode van Triple H na slechts één avond beëindigde, de vierde kortste regeerperiode in de geschiedenis van de WWE als men het aantal minuten in beschouwing neemt.
Op 17 februari 2008 won Triple H een Elimination Chamber match bij het evenement No Way Out en "The Game" verzekerde zich van een postje in de belangrijkste wedstrijd van het evenement WrestleMania XXIV in Orlando, Florida. Daar behield Orton echter de titelriem tegen Triple H en John Cena. Een maand later heroverde Helmsley het WWE Championship tegen Orton, Cena en John "Bradshaw" Layfield bij het evenement Backlash in een "Fatal 4 Way match", waarmee hij het record van The Rock evenaarde wat betreft gewonnen titels. Bij het evenement Judgment Day behield Triple H de titel tegen Orton in een steel cage match; een klassieker tussen Helmsley en Orton volgens waarnemers. Triple H verdedigde zijn titel opnieuw met succes bij het evenement One Night Stand in een Last Man Standing-wedstrijd. Orton liep tijdens het duel een wezenlijke sleutelbeenblessure op, waardoor de verhaallijn voortijdig werd beëindigd.

#### Recordhouder WWE Championship (2008-2009)

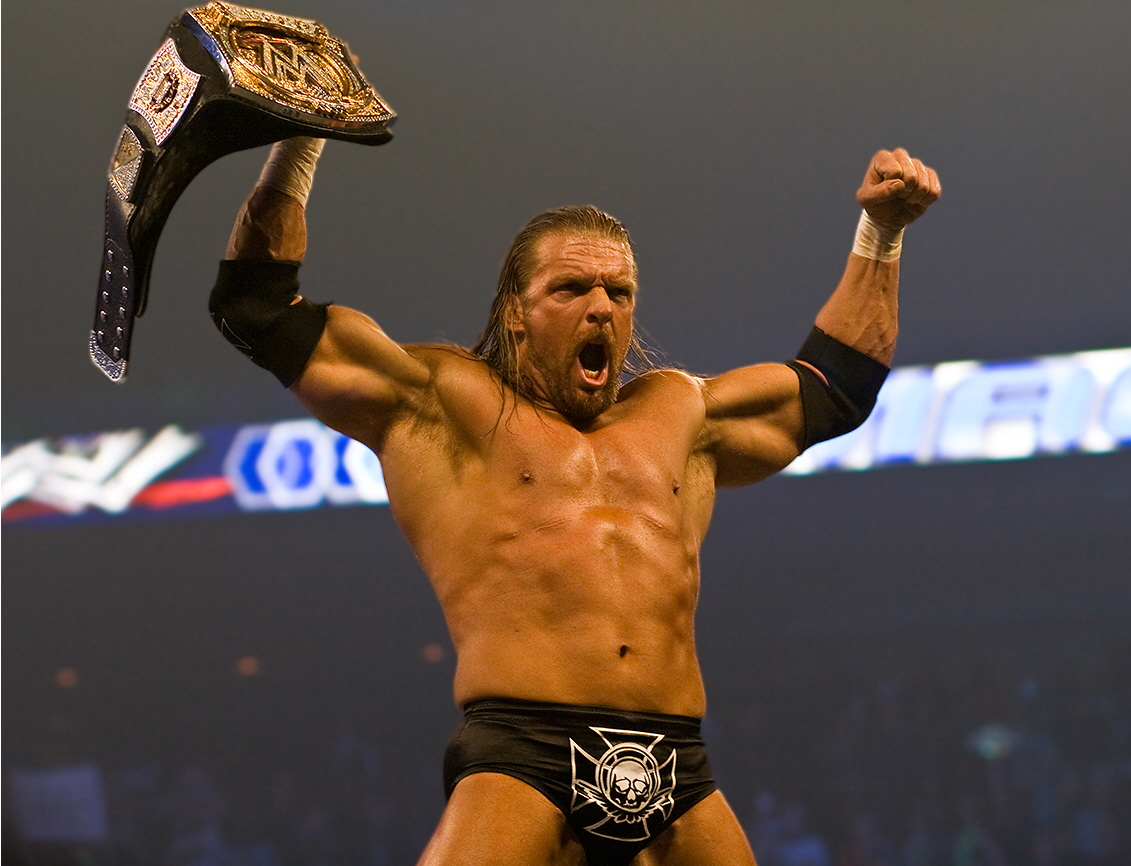
Triple H als WWE Champion in 2008

Na succesvolle kampen tegen Edge, The Great Khali en Jeff Hardy verloor Triple H uiteindelijk het WWE Championship aan Edge bij het evenement Survivor Series in Boston, Massachusetts op 23 november 2008. Vladimir Kozlov was de andere deelnemer (NB: jargon; triple threat match). Een maand later, in december 2008, verloor hij opnieuw een "Triple Threat match" voor het WWE Championship. Ditmaal bij het evenement Armageddon, tegen winnaar Jeff Hardy en verliezend titelverdediger Edge.
Daarop kwam hij volgens de verhaallijn in botsing met Edge en diens (fictieve) echtgenote Vickie Guerrero. Helmsley ging begin februari 2009 zelfs zo ver dat hij naaktfoto's verspreidde van Guerrero. Hij maakte in januari 2009 zijn opwachting in de Royal Rumble, maar verloor bij deze. Triple H werd geëlimineerd door Randy Orton, die ook de zege wegkaapte.
Helmsley zette vervolgens koers naar de Elimination Chamber match bij het evenement No Way Out op 17 februari 2009, waar de wereldtitel op het spel stond. Hij versloeg The Undertaker en mocht zich voor de dertiende keer WWE World Heavyweight Champion noemen, waardoor hij het vorige record van The Rock brak.
Nadat Randy Orton plots zijn schoonfamilie had aangevallen, met name Vince McMahon, Shane McMahon en Stephanie McMahon, zette Hunter Hearst Helmsley noest zijn zinnen op zijn voormalige Evolution-"leerling" alsmede begon Helmsley Orton uit te dagen voor zijn WWE Championship bij het evenement WrestleMania XXV in een poging zijn familie en zichzelf te wreken.
Orton eiste dat een uitgekookte Triple H hem pas mocht "aanraken" bij het evenement WrestleMania XXV, die laatste moest dus zijn handen thuis houden. Op 9 maart 2009 drong Triple H echter met zijn karakteristieke voorhamer Ortons huis binnen. Ortons toenmalige echtgenote Samantha Speno werd voor de gelegenheid gespeeld door voormalig Playboy-model Laura Croft. Speno speelde dus niet zichzelf. Triple H sloeg Ortons hebben en houden kort en klein, maar hij werd uiteindelijk aangehouden door de autoriteiten. Nadat Triple H de deur van Ortons huis in gruzelementen sloeg, speelde Levesque als "Triple H" zijn eigen versie van de "Here's Johnny"-scène uit de horrorklassieker The Shining van regisseur Stanley Kubrick. Triple H won bij het evenement WrestleMania XXV de wedstrijd en behield zijn titel, alsook verdedigde hij met succes de eer van zijn familie tegen Orton.
Bij het evenement Backlash moest Triple H het kampioenschap uiteindelijk doorgeven aan Orton nadat The Legacy (Randy Orton, Cody Rhodes & Ted DiBiase Jr.) hem, Shane McMahon en Batista versloeg; een mini-reünie van Evolution door Triple H en Batista met Orton "aan de andere kant van de tafel". Triple H werd op een brancard weggevoerd en keerde pas terug bij de aflevering van Monday Night Raw op 8 juni 2009, toen hij "The Legacy" confronteerde. Op 26 juli 2009 verloor Helmsley, door toedoen van Ortons groep "The Legacy", van Orton bij het evenement Night of Champions, waardoor hij een veertiende WWE Championship door de neus geboord zag. Orton bleef de WWE Champion. John Cena was de andere deelnemer, maar Cena werd ook door "The Legacy" aangevallen.
Daarop volgde een nieuwe reünie met Shawn Michaels als D-Generation X, om het op te nemen tegen "The Legacy". Ze klopten "The Legacy" vervolgens bij het evenement SummerSlam. "The Legacy" hing de bordjes gelijk bij het evenement Breaking Point, maar bij het inaugurele evenement Hell in a Cell maakte "D-Generation X" er 2-1 van in een gelijknamige wedstrijd. Triple H en Michaels focusten daarna op Chris Jericho en Big Show. Ze versloegen Jeri-Show bij het inaugurele evenement Tables, Ladders & Chairs en kroonden zich tot WWE World Tag Team Champions.  Het duo was toen gepland om John Cena te bekampen voor diens WWE Championship bij het evenement Survivor Series, maar Triple H (en Michaels) verzuimde(n) het kampioenschap te winnen.

#### Laatste jaar fulltime (2010-2011)

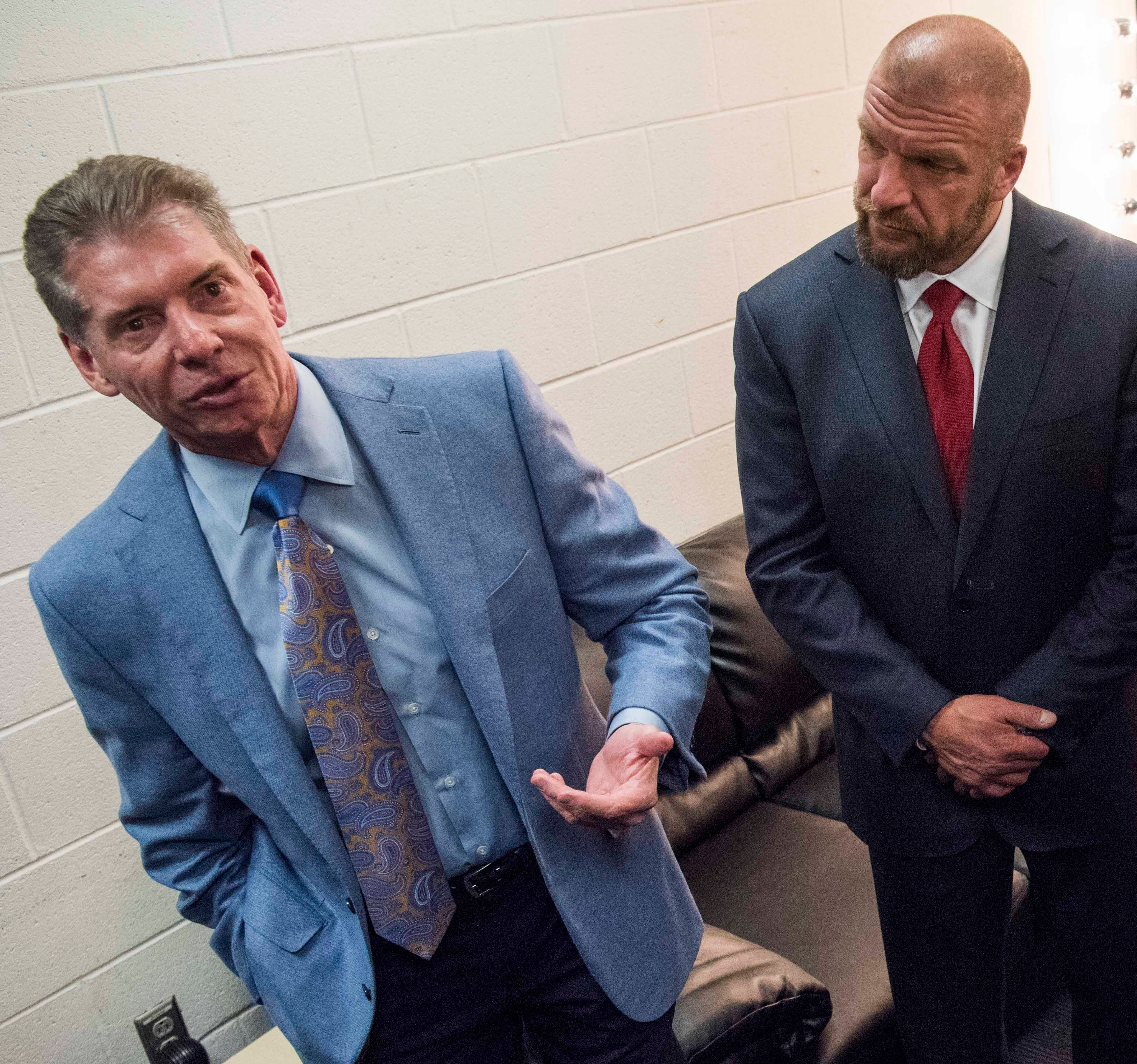
Triple H (Paul Levesque) met zijn schoonvader Vince McMahon

In februari 2010 verloor Triple H een Elimination Chamber match voor het WWE Championship bij het inaugurele gelijknamig evenement. Zijn groep "D-Generation X" stopte definitief op 1 maart 2010, waarna Shawn Michaels diezelfde maand met pensioen ging op de avond van WrestleMania XXVI. Helmsley versloeg Sheamus bij dat evenement.
Het waren de laatste maanden van Levesque als fulltime professioneel worstelaar. Hij zou vanaf 2011 een rol achter de schermen op zich nemen. Hij kreeg meer bepaald (non-fictieve) functies als talentscout, een bestuursfunctie en werd hoofdaandeelhouder van de federatie met zijn echtgenote Stephanie McMahon onder haar vader en bedrijfseigenaar Vince McMahon. Op het scherm vertolkte Levesque als 'Triple H' de rol van COO. In oktober 2011 werd hij dusdanig een eerste maal "ontslagen" (kayfabe) door zijn schoonvader Vince McMahon. Levesque stichtte rond deze tijd het nieuwe programma WWE NXT, de opvolger van het programma Florida Championship Wrestling (FCW).
Als actieve worstelaar belandde Paul Levesque als zijn alter ego Triple H een persoonlijke verhaallijn met CM Punk, dewelke het kookpunt bereikte bij het evenement Night of Champions. Punk sprak hem voortdurend aan als "Paul", zijn geboortenaam. Volgens de verhaallijn zou hij de job als COO verliezen indien hij verloor, maar hij won.

#### "The Streak" van The Undertaker (2011-2012)
Na maandenlange afwezigheid keerde Hunter Hearst Helmsley op 21 februari 2011 terug naar Monday Night Raw, net als The Undertaker. Triple H verkondigde dat hij zou proberen The Streak van The Undertaker te verbreken bij WrestleMania, destijds een onafgebroken reeks van 18 overwinningen. Hij verloor echter van The Undertaker bij het evenement WrestleMania XXVII via submission. De wedstrijd was een heruitgave van het evenement WrestleMania X-Seven (2001).
Enkele weken later kreeg Triple H de taak om zijn schoonvader Vince McMahon van zijn functie als worstelpromotor bij WWE te ontdoen (NB: een mengsel van fictie en non-fictie, McMahon is zijn echte schoonvader, maar Triple H en McMahon speelden hier hun fictieve rol). Triple H werd in het najaar 2011 even verantwoordelijk voor het dirigeren en produceren van het maandagavondprogramma Raw, maar werd kayfabe aanhoudend gesaboteerd door The Miz en R-Truth. Op 2 oktober 2011 streden titelverdediger John Cena, CM Punk en Alberto Del Rio voor het WWE Championship bij het evenement Hell in a Cell. Del Rio verliet het evenement als nieuwe WWE Champion. De climax van het evenement Hell in a Cell werd gesierd dan wel ontsierd door onder meer "The Cerebral Assassin" in zijn rol als COO. Triple H, The Miz en R-Truth zetten achteraf op befaamde wijze de boel op stelten en de lokale autoriteiten rekenden hun uiteindelijk in. De onderlinge spanning tussen Triple H en de op dat ogenblik fictief "ontslagen" The Miz en R-Truth die beide vonden dat ze een nieuwe kans verdienden van de nieuwe "baas", begon bij dit evenement.
Men [alle professioneel worstelaars die toen actief waren in WWE] "staakte" medio oktober 2011 gedurende een aflevering van Raw en er werd een motie van wantrouwen uitgesproken, waardoor John Laurinaitis aan de macht kwam. Op 18 december 2011 versloeg Helmsley Kevin Nash bij het evenement Tables, Ladders & Chairs, waar hij de voorhamer tegen Nash gebruikte. De wedstrijd kreeg overwegend negatieve recensies van kenners binnen de worstelwereld.

#### The End of an Era (2012)
In het voorjaar van 2012 keerde The Undertaker terug en Triple H werd opnieuw door hem uitgedaagd tot een confrontatie bij het evenement WrestleMania. Na weken van afwijzing stemde Triple H, na een pittige discussie met zijn beste vriend Shawn Michaels, in met een laatste confrontatie bij het evenement WrestleMania XXVIII. Deze wedstrijd werd gepromoot als The End of an Era (Het einde van een tijdperk). Het werd een legendarische Hell in a Cell match op 1 april 2012, maar Triple H verloor opnieuw.
Shawn Michaels deed dienst als de gastscheidsrechter, maar dan een die de taferelen op de duur niet meer kon aanschouwen. Michaels zag er naarmate de wedstrijd vorderde steeds meer uit als een in tweestrijd levend hoopje ellende. In 2009 en 2010 verloor Michaels namelijk twee maal op rij van The Undertaker bij WrestleMania. Shawn Michaels' respect voor The Undertaker was of is bijzonder groot, maar dat respect is wederzijds. Anderzijds was of is Helmsley (en vertolker Levesque in het echte leven) Michaels' beste vriend. The Undertaker gaf aan dat hij indertijd Michaels had moeten volgen en dat hij na hun laatste wedstrijd ook met pensioen had moeten gaan. In 2010 werd Michaels namelijk met pensioen gestuurd door The Undertaker, na zijn tweede verlies. Levesque stapte bijwijlen over naar methodacting tijdens hun wedstrijd. Helmsley (Levesque) zegt, onder meer: "You end it Shawn [Michaels, de scheidsrechter], or I will" ("Maak er eind aan, Shawn, of ik doe het"). Na de wedstrijd verliet hij zwaar gehavend de ring, in de mate dat Levesque zelfs ondersteuning nodig had van Michaels én The Undertaker. Triple H in juni 2020: "Het [de Hell in a Cell match tegen The Undertaker] was vreselijk echt en emotioneel".

#### Ruzie met Brock Lesnar (2012-2013)
De WWE suggereerde medio april 2012 nadrukkelijk dat een verhaallijn in de maak was tussen Triple H en Brock Lesnar. Dat gebeurde naar aanleiding van het evenement Extreme Rules, waar Lesnar oog in oog zou komen te staan met John Cena. Triple H keerde vier weken na de nederlaag bij het evenement WrestleMania XXVIII terug naar Raw om te vertellen dat hij en Brock Lesnar een contract hadden ondertekend voor een onderlinge confrontatie. Lesnar (kayfabe) brak toen echter de arm van Triple H. Later werd op de website bekendgemaakt dat Triple H er, naast een gebroken arm, ernstige schade aan zijn elleboog en pezen aan overhield. Er bleek een chirurgische ingreep voor nodig, maar in realiteit verdween zijn vertolker Paul Levesque gewoon van het scherm. Helmsley maakte twee weken later zijn rentree, maar kwam in aanvaring met Lesnars 'manager' Paul Heyman. Die laatste kondigde aan dat Lesnar een rechtszaak had aangespannen tegen de WWE omdat met contractbreuk werd gedreigd. Deze rechtszaak kwam te vervallen.
Bij het evenement No Way Out op 17 juni 2012 daagde Helmsley Lesnar uit tot een kamp bij het evenement SummerSlam, wat door Lesnars manager Heyman namens Lesnar werd afgeslagen. Op 23 juli 2012, tijdens de duizendste aflevering van Raw, accepteerde Heyman toch de uitdaging, nadat Stephanie McMahon hem aanviel. Hierna verscheen Lesnar en had een kortstondig gevecht met Triple H, voordat hij door Triple H de ring werd uitgejaagd. Bij het evenement SummerSlam, in augustus 2012, verloor hij van Lesnar. Een kortgeschoren Triple H en Lesnar ontmoetten elkaar opnieuw op 7 april 2013, in een "No Holds Barred match" (NB: jargon; wedstrijd zonder regels) bij het evenement WrestleMania 29 in New York, waar de carrière van Triple H op het spel stond. Hij kreeg morele steun van zijn beste vriend Shawn Michaels. In deze heruitgave van het evenement SummerSlam klopte hij Lesnar, waardoor zijn carrière niet voorbij was.

#### The Authority (2013-2016)

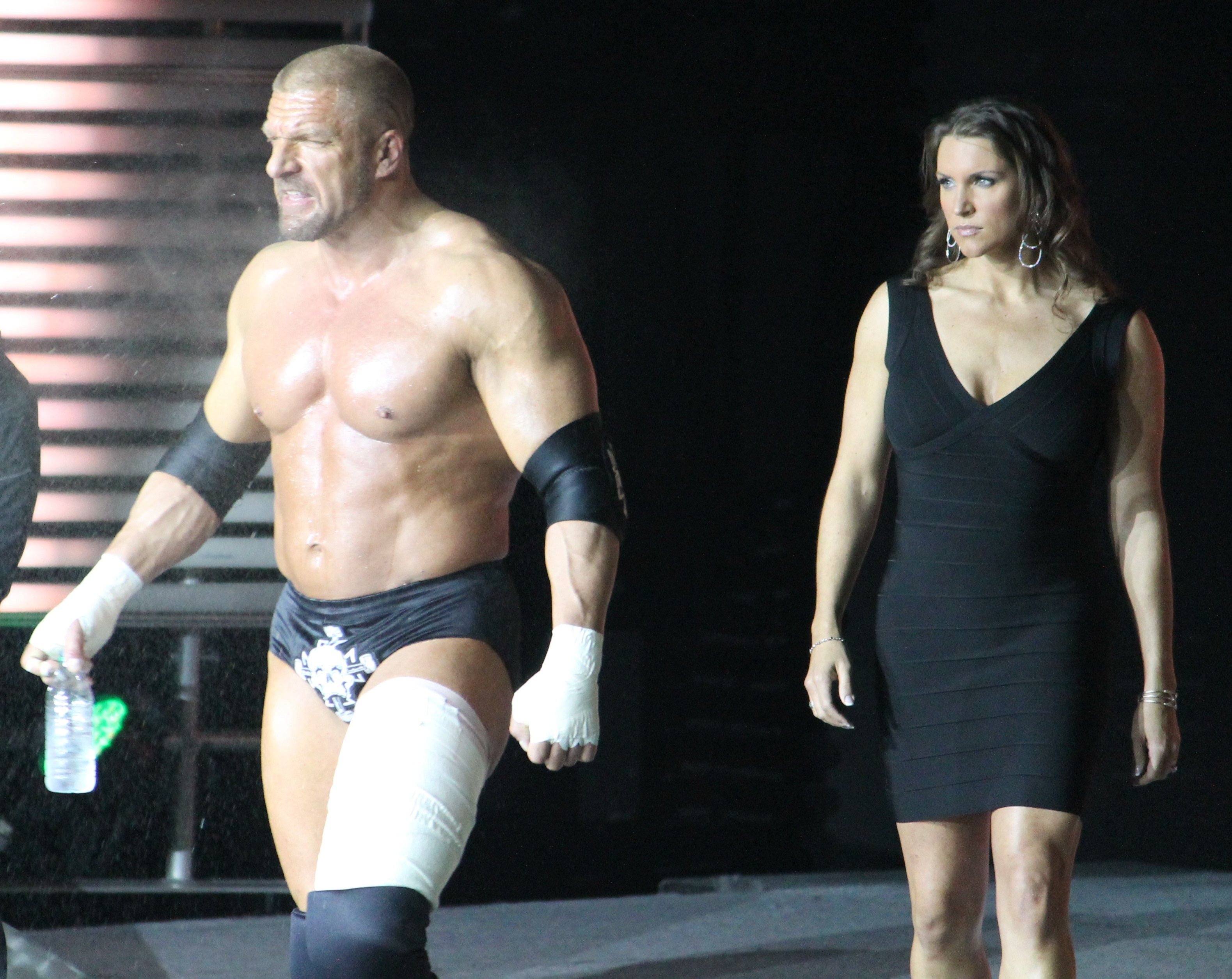
Triple H en Stephanie McMahon in april 2014 als "The Authority"

Begin september 2012 verruilde Triple H zijn kenmerkende lange, donkerblonde lokken voor een kaalgeschoren coupe. Hij droeg echter nog steeds zakelijke kleding als onderdeel van zijn gimmick. Met zijn vrouw Stephanie McMahon speelde hij vanaf 2013 de rol van genadeloze COO als het machtspaar 'The Authority'. Ze beweerden zich slechts te bekommeren om "wat het beste was voor het bedrijfsleven" (lees: voor WWE). Helmsley nam Kane, de kayfabe halfbroer van The Undertaker, in dienst als rechterhand (als "Director of Operations" werd naar Kane verwezen als "Corporate" Kane). Kane week gedurende het bestaan van de The Authority geen moment van zijn zijde en voerde uit wat door Triple H en Stephanie van hem werd verwacht. Triple H ontnam Daniel Bryan letterlijk het WWE World Heavyweight Championship na de door Bryan gewonnen wedstrijd tegen John Cena  bij het evenement SummerSlam, op 18 augustus 2013, waar hij dienstdeed als scheidsrechter. Randy Orton profiteerde door zijn Money in the Bank-koffer in te dienen en ging met de titelriem aan de haal.
Dit was het begin van een emotionele David tegen Goliat-verhaallijn tussen Triple H, Stephanie McMahon en Bryan, waarbij Triple H wel Bryans bloed kon drinken. De fans werden intensief bij deze verhaallijn betrokken. Bryan "kaapte" medio maart 2014 eens de ring met een legioen fans. De verhaallijn was een hoogtepunt voor Bryan en feitelijk ook weer een nieuw hoogtepunt voor Helmsley.
Helmsley kon Bryan niet luchten, achtte hem onwaardig als kampioen, noemde hem een "B-plus" worstelaar (vrij vertaald: tweederangs worstelaar) en sprak meestal neerbuigend over Bryans volledige traject als professioneel worstelaar.
Bryan was in het verleden actief bij tal van onafhankelijke promoties die over minder financiële mogelijkheden beschikten, iets waarmee WWE en andere grotere promoties weleens durven de spot drijven. John Cena zou van de situatie tussen Bryan en The Authority profiteren en zijn vijftiende WWE World Heavyweight Championship veroveren door eind juni 2014 een Ladder match te winnen bij het evenement Money in the Bank. Cena was nog een zege verwijderd van het record van Ric Flair.

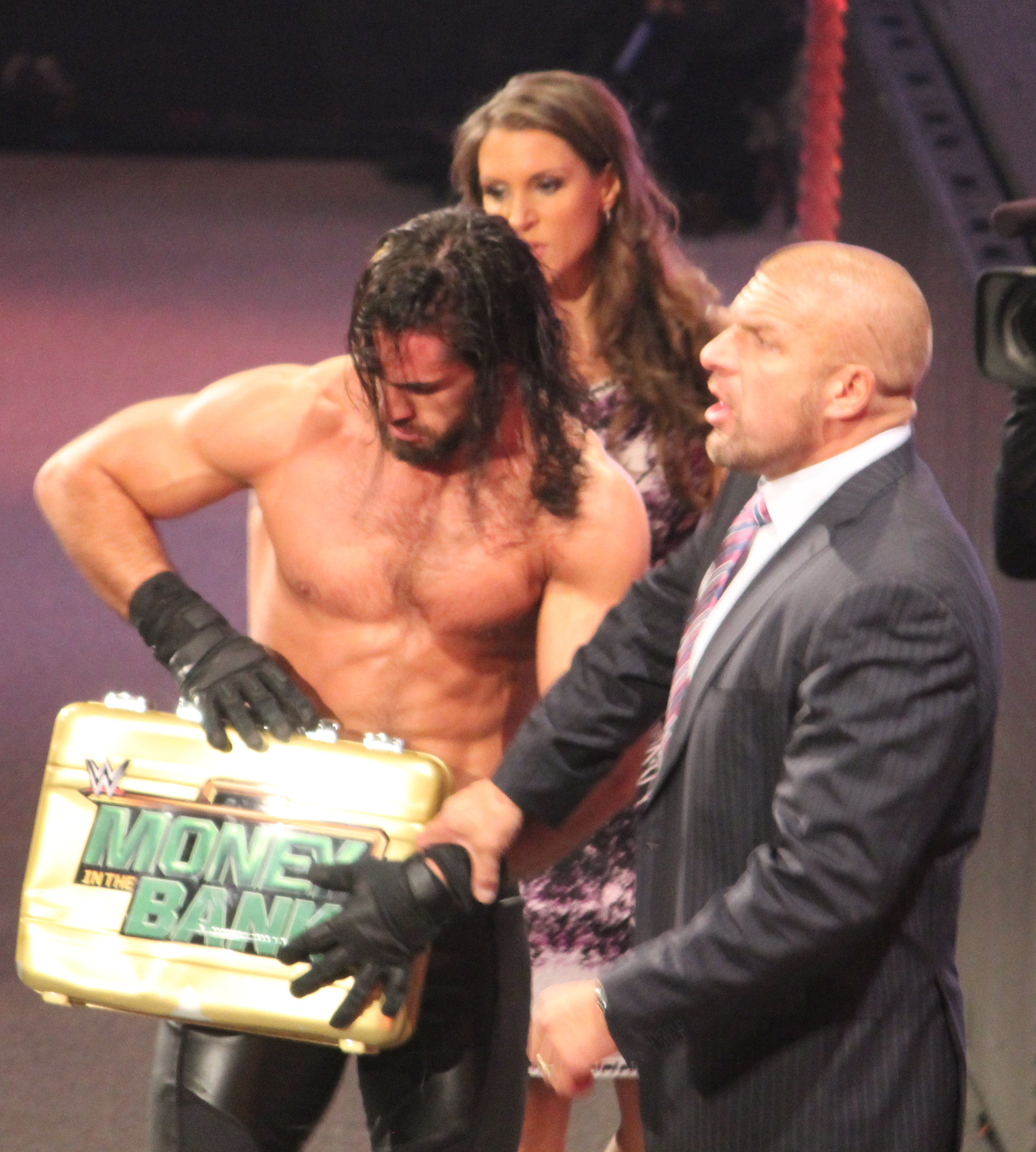
Triple H met Stephanie McMahon en 'leerling' Seth Rollins in 2015

In het voorjaar van 2014 gooide The Shield (Roman Reigns, Dean Ambrose, Seth Rollins) echter roet in het eten toen ze als persoonlijke security zich tegen The Authority keerden, wat voor Helmsley het sein was zijn groep Evolution van stal te halen. Op 14 april 2014 was de reünie van "Evolution" een feit. Triple H, Orton en de in januari 2014 naar de WWE teruggekeerde Dave Batista vielen het hulpeloze Shield-lid Roman Reigns aan; dit nadat "The Shield" het moest opnemen tegen elf andere worstelaars tijdens een uitzending van het maandagavondprogramma Raw.
Randy Orton en Dave Batista voegden zich opnieuw bij Triple H, maar Ric Flair was de grote afwezige omdat hij zes jaar eerder zijn WWE-carrière had afgesloten. "The Shield" deed aanvankelijk dienst als de security van Triple H en Stephanie McMahon, maar de groep verried hem omdat ze Bryan "te hard straften".
Helmsley verloor op 6 april 2014 van Daniel Bryan bij het evenement WrestleMania XXX, een klassieker waarbij hij een kans op een veertiende WWE World Heavyweight Championship aan zijn neus voorbij zag gaan. Als klap op de vuurpijl won Daniel Bryan het WWE World Heavyweight Championship na een overwinning tegen titelverdediger Orton en Batista in de afsluitende wedstrijd van het evenement WrestleMania XXX.
Triple H wist plots van geen hout pijlen meer te maken, aangezien zijn plan om "The Shield" uit te schakelen met "Evolution" mislukte op grote schaal na wat werd beschouwd als een van de "beste verhaallijnen tussen twee worstelgroepen". Hij verloor twee keer op rij met "Evolution" van "The Shield", met name bij de evenementen Extreme Rules in april en Payback op 1 juni 2014. Een dag later zei hij mysterieus een "Plan B" te hebben. Toen Batista hem in de steek had gelaten nadat Triple H hem een kans op het WWE World Heavyweight Championship had ontzegd, was "Evolution" slechts twee man sterk: Helmsley en Orton bleven over. Triple H overtuigde echter "Shield"-lid Seth Rollins om zijn vrienden Roman Reigns en Dean Ambrose te verraden. De fans reageerden heftig op dit moment; The Shield was enorm populair.
Triple H beschermde Seth Rollins en loodste hem zelfs naar winst van het WWE World Heavyweight Championship bij het evenement WrestleMania 31, toen Rollins zijn Money in the Bank-koffer indiende tegen Reigns en Brock Lesnar. Voorts won Helmsley bij het evenement van Sting in diens enige wedstrijd ooit bij WrestleMania. Triple H begon Rollins algauw als belangrijker te beschouwen dan zijn oude pupil Randy Orton en zag uiteindelijk enkele jaren later in Rollins de "toekomst van de WWE", dezelfde lofzang die hij voor Orton had gezongen. Hij stelde Joey Mercury en Jamie Noble ("J&J Security") destijds aan als Rollins' lijfwachten. Aan de suprematie van "The Authority" kwam aanvankelijk al een spectaculair einde toen op 23 november 2014 bij het evenement Survivor Series, met Rollins als teamkapitein in plaats van Orton, werd verloren van "Team Cena" – de verdienste van "Team Cena"-lid Dolph Ziggler en de destijds voor WWE debuterende Sting – in een traditionele 5-on-5 Survivor Series Elimination Tag Match. Twee jaar later, op 14 maart 2016, zou Helmsley als WWE World Heavyweight Champion winnen van Ziggler tijdens een aflevering van het maandagavondprogramma Raw.
In de lente van 2015 verliet Randy Orton de groep van Triple H en Stephanie. Op 5 november 2015 liep de toenmalige WWE Champion Seth Rollins een gescheurde kruisband op tijdens een liveshow bij een WWE-tournee in de Ierse hoofdstad Dublin en verdween uit de machtige groep van Triple H. Ten slotte weigerde Roman Reigns met "The Authority" in zee te gaan als nieuwe 'posterboy', wat niet in goede aarde viel bij Helmsley en een verhaallijn ontketende.

#### Veertiende WWE Championship (2016)
Triple H nam zelf de touwtjes in handen en zette Reigns eigenhandig op zijn plaats tijdens de Royal Rumble bij het gelijknamig evenement, waar Reigns werd gedwongen zijn WWE World Heavyweight Championship te verdedigen tegen 29 andere worstelaars. Dat nieuws werd begin januari 2016 bekendgemaakt. Inclusief tegen Hunter Hearst Helmsley, die destijds verrassend als dertigste deelnemer toetrad, kurkdroog de Rumble won en voor de veertiende keer het kampioenschap bemachtigde; een van de laatste hoogtepunten voor 'The Authority': in de ring werd Triple H gevierd door zijn echtgenote Stephanie en schoonvader Vince McMahon.
Vince McMahon had zijn schoonzoon aanvankelijk geholpen door de multiculturele worstelgroep "The League of Nations" (de Brit Wade Barrett, de Ier Sheamus, de Bulgaar Rusev en de Mexicaan Alberto Del Rio) op Reigns af te sturen. Reigns werd niet geëlimineerd door hun, maar moest kayfabe (fictief) geblesseerd de ring – en de arena – verlaten (lees: Reigns verdween meer dan een halfuur backstage). Een half uur later keerde Reigns terug, waarna hij werd geëlimineerd door Triple H. Levesque ging toen [na Reigns' eliminatie] zodanig op in zijn rol dat hij de 'crotch chop' van D-Generation X uitvoerde.
Triple H elimineerde als laatste Dean Ambrose en won het WWE World Heavyweight Championship. Dit was ook de dag waarop de toekomstige WWE Champion A.J. Styles zijn debuut maakte voor de WWE, namelijk in diezelfde Royal Rumble die door Triple H werd gewonnen. Het gebeurde reeds in 1992 dat voor het WWF (World Heavyweight) Championship werd gestreden in de Royal Rumble. In 1992 won Ric Flair het WWF Championship in de Rumble.

#### Einde samenwerking met Seth Rollins (2016-2017)
Helmsley kon het WWE World Heavyweight Championship behouden tot het evenement WrestleMania 32, waar hij op 3 april 2016 verloor van Roman Reigns. Hij verdedigde de titelriem onderweg naar het evenement WrestleMania 32 met succes tegen Dean Ambrose, met name bij het evenement Roadblock op 12 maart 2016. Sinds de nederlaag tegen Reigns bij het evenement WrestleMania 32 won Helmsley geen kampioenschap meer. Dit alles wekte haatgevoelens op voor Seth Rollins, die bij het evenement Extreme Rules in mei 2016 vervroegd terugkeerde uit blessure.
Triple H zorgde er verrassend voor dat Kevin Owens de nieuwe WWE Universal Champion werd, ten nadele van Rollins, in een "Fatal 4 Way elimination match". Hij verried Rollins namelijk met een verrassingsoptreden tijdens een uitzending van het maandagavondprogramma Raw op 29 augustus 2016. Rollins verklaarde in 2019 dat hij "The Game" eerst niet graag had, hoewel ze maandenlang een factie vormden als 'The Authority' en Helmsley hem eerder liefkozend de toekomst van de WWE had genoemd. Triple H meende dat Rollins verantwoordelijk was voor diens eigen ondergang alsmede die van "The Authority", met name door geblesseerd te raken. Helmsley stuurde Samoa Joe op hem af. Hierdoor raakte Rollins daadwerkelijk geblesseerd en dreigde hij het evenement WrestleMania 33 – dat met rasse schreden naderde – te missen. Rollins raakte toch klaar en versloeg een gefrustreerde Helmsley op 2 april 2017.

#### Ruzie met Kurt Angle (2017-2018)

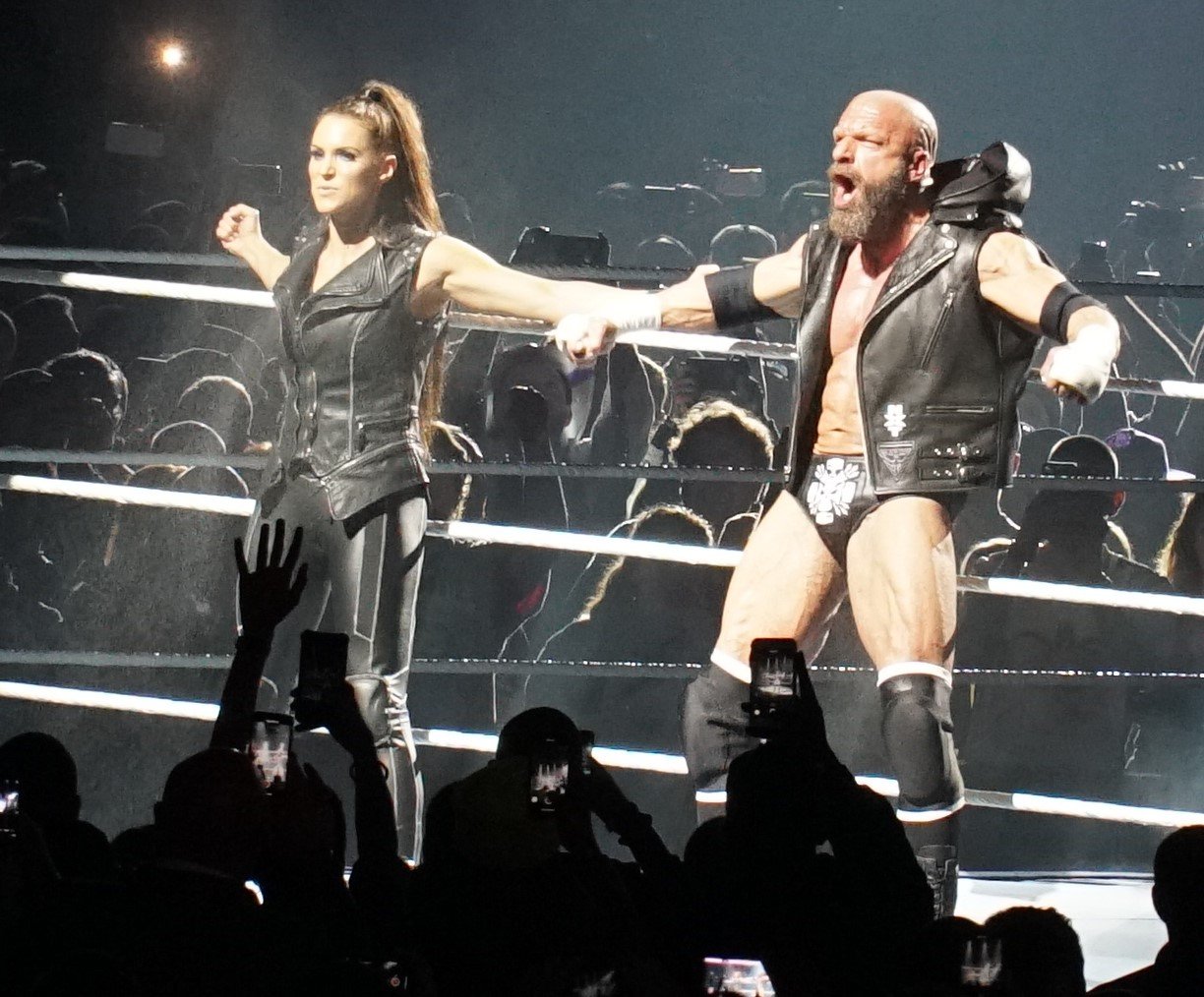
Triple H en Stephanie McMahon bij WrestleMania 34 in 2018

Triple H, voortaan met baard, verraste op 13 november 2017 vriend en vijand met een optreden bij Monday Night Raw, waar hij Jason Jordan aanviel. Die laatste probeerde zijn (kayfabe)-vader en tevens 'Raw General Manager' Kurt Angle te overtuigen dat hij, ondanks een (kayfabe) blessure, toch kon meedoen bij het evenement Survivor Series. Triple H had evenwel een korte mededeling en zei dat niet Jordan maar hijzelf het vijfde lid van Team Raw was voor het evenement Survivor Series.
Helmsley maakte op zondag 19 november 2017 deel uit van "Team Raw" in de traditionele 5-tegen-5 Survivor Series-eliminatiewedstrijd. Daarin wist Triple H voor zijn team – dat voorts bestond uit Angle, Braun Strowman, Finn Bálor en Samoa Joe – de overwinning in de wacht te slepen nadat hij zijn zwager en Team SmackDown!Live-kapitein Shane McMahon als laatste kon elimineren. Hij viel daarna verrassend zijn eigen kapitein Kurt Angle aan. Op die manier kon hij zelf Shane McMahon de genadestoot toedienen. Zijn teamgenoot Braun Strowman, die samen met Triple H als laatste overbleef, werd niet meer bij de wedstrijd betrokken en Strowman kon dit niet waarderen. Strowman was niet gediend van het gedrag van Triple H en verloor de controle. Hij was ook niet onder de indruk van het feit dat Triple H met de eer leek te willen gaan strijken, waarna hij Helmsley afdreigde. Triple H toonde zowaar angst voor Strowman, maar het kwam uiteindelijk nooit echt tot een rechtstreekse confrontatie tussen Helmsley en Strowman.
Zijn verraad aan Angle resulteerde in een wedstrijd tussen Triple H en Angle alsmede hun vrouwelijke partners Stephanie McMahon en Ronda Rousey, respectievelijk (NB: hier wordt bedoeld als tag team). Triple H en Stephanie verloren de wedstrijd bij het evenement WrestleMania 34, in april 2018. Triple H worstelde in oktober 2018 een allerlaatste keer tegen The Undertaker bij het evenement Super Show-Down in Melbourne, Australië. Ten langen leste wist hij The Undertaker te verslaan. Een maand later keerde Shawn Michaels terug uit pensioen voor een eenmalige wedstrijd als D-Generation X tegen Brothers of Destruction (The Undertaker & Kane) bij het evenement Crown Jewel in Saoedi-Arabië. De wedstrijd werd gewonnen door "D-Generation X".

#### Prestigeslag met Dave Batista (2018-2019)
Op 16 oktober 2018 rakelde Dave Batista hun lange geschiedenis weer op door Triple H te herinneren aan zijn drie nederlagen in 2005. Batista verwees naar het feit dat hij ongeslagen was tegen Helmsley op pay-per-view, tijdens de 1000ste aflevering van Tuesday Night SmackDown! Live, waar Evolution (Triple H, Batista, Randy Orton & Ric Flair) te gast was voor een eenmalige reünie.
Batista zette zijn ambitie luister bij door zijn mentor en de co-oprichter van de groep Evolution, Ric Flair, aan te vallen op 26 februari 2019, toen voor die laatste een verjaardagsfeest werd georganiseerd. Flair vierde zijn 70ste verjaardag, maar ook de mooiste momenten uit zijn carrière werden aangehaald. Flair kreeg echter de kans niet om naar de ring te komen omdat Batista backstage brutaal tekeer ging. Deze actie van Batista maakte Triple H razend, want eerder liet hij verstaan dat zijn woorden hem koud lieten.
Op 11 maart 2019 accepteerde Triple H de uitdaging van Batista, maar insisteerde dat hij mocht bepalen onder welke condities de wedstrijd zou verlopen. Helmsley koos voor een "No Holds Barred match", een wedstrijd zonder regels. Op 25 maart 2019 ging "The Game" een stapje verder en zette op aanvraag van Batista net als in 2013 zijn carrière op het spel. Helmsley verwijderde middenin hun confrontatie plompweg de neuspiercing van Batista, voor wie het uiteindelijk de laatste wedstrijd van zijn loopbaan was. Na jarenlang te hebben gefaald kon hij Batista op 7 april 2019 verslaan bij het evenement WrestleMania 35, waardoor zijn carrière niet voorbij was. Triple H vierde zijn overwinning met Ric Flair.
Einde lente 2019 reet Triple H oude wonden open bij Randy Orton en herinnerde hem er nog eens aan hoe de laatste volgens Triple H alles aan hem te danken had, conform zijn vete met Dave Batista in maart en april. Helmsley en Orton keken elkaar vervolgens in de ogen bij het evenement Super ShowDown. Dat evenement werd gehouden in Saudi-Arabië op 7 juni 2019. Triple H verloor. Dit bleek de laatste wedstrijd, althans uitgezonden op televisie, uit de 30-jarige carrière van Paul Levesque te zijn. Behoorlijk symbolisch: Levesque begeleidde Orton destijds naar de top van het sportentertainment.

#### Afscheid als professioneel worstelaar (2022)
Op 25 maart 2022 kondigde Paul Levesque zijn afscheid aan als professioneel worstelaar, bijna dag op dag dertig jaar na zijn debuut: 24 maart 1992. De reden voor het plotselinge afscheid was een hartinfarct dat hem eind november 2021 overviel en waaraan hij bijna overleed. Hij onthulde zijn afscheid in een emotioneel interview aan ESPN.
Op 3 april 2022 opende Triple H (Paul Levesque) de tweede avond van het evenement WrestleMania 38 ("WrestleMania Sunday"). Triple H liet, na het publiek uitvoerig te hebben bedankt, symbolisch zijn laarzen en een microfoon achter in het midden van de ring en vertrok.

## In worstelen
- Finishers

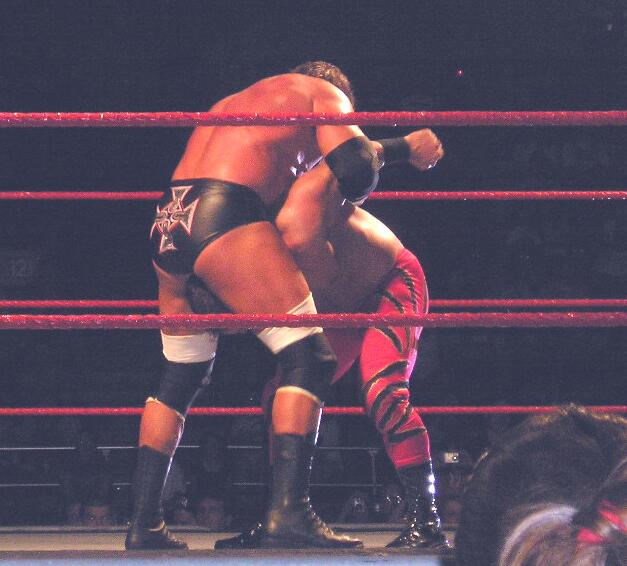
Triple H met Pedigree voor Chris Benoit

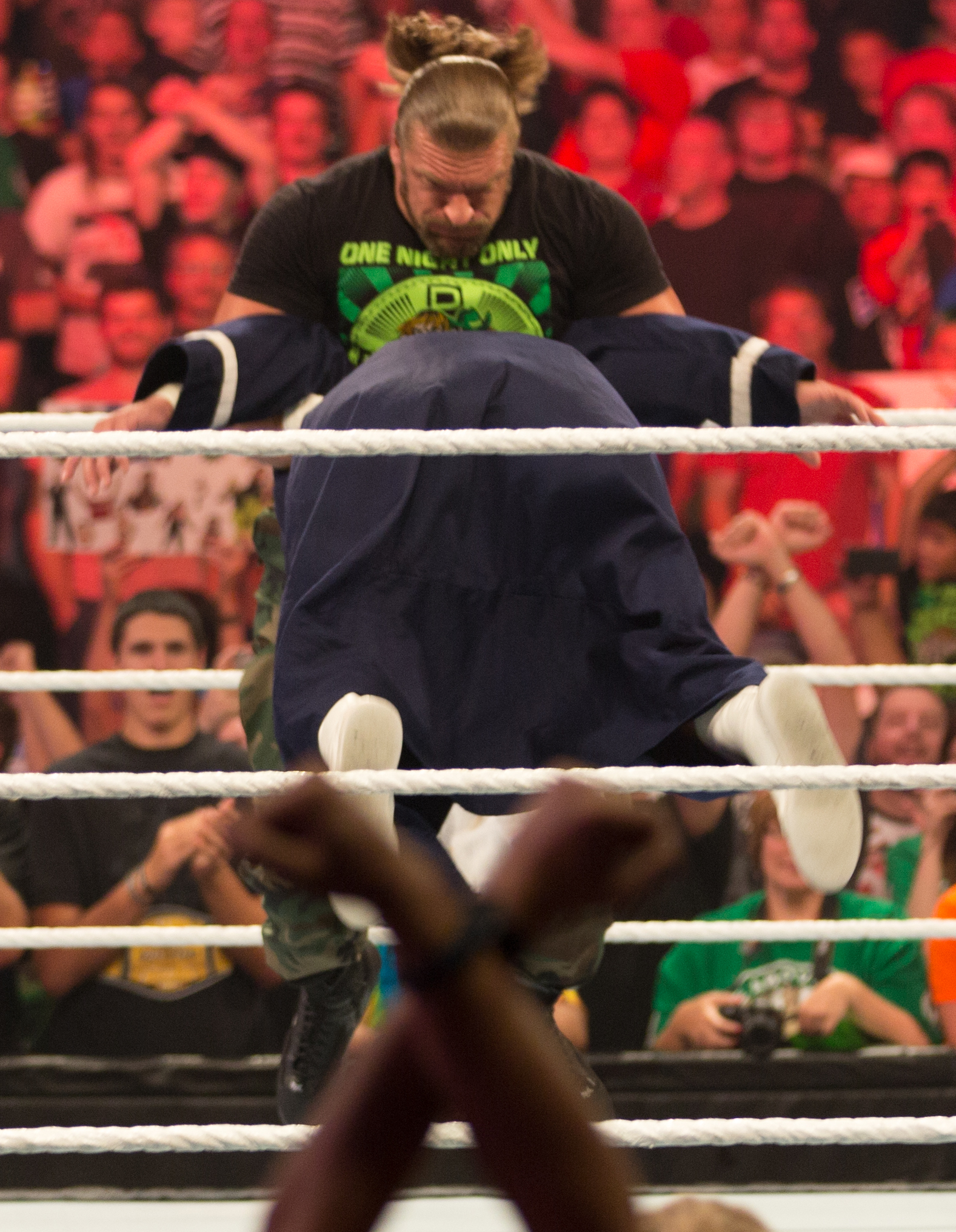
Uitvoering Pedigree op Damien Sandow

  - Pedigree (Double underhook facebuster)
  - Pedigree Pandemonium 1995-96 (3⁄4 facelock cutter)
- Signature moves
  - Abdominal stretch (submission)
  - Chop knock
  - Clothesline
  - Facebreaker knee smash/Facebuster knee smash
  - Falling neckbreaker
  - Figure four leglock (submission)
  - Harley Race High knee strike
  - Jumping knee drop
  - Sleeper hold (submission)
  - Spinning spinebuster
  - Inverted Atomic Drop
  - Inverted Indian deathlock (submission)
- Kenmerkend wapen
  - Sledgehammer (voorhamer)
- Managers
  - Chyna
  - Ric Flair
  - Curtis Hughes
  - Mr. Perfect
  - Stephanie McMahon–Helmsley
  - Vince McMahon
  - Shawn Michaels
  - Lord Steven Regal
  - "Ravishing" Rick Rude
  - Sable
- Bijnamen
  - "The Connecticut Blueblood"
  - "The Cerebral Assassin"
  - "The Game"
  - "The King of Kings"
  - "The Chaperone"

## Prestaties

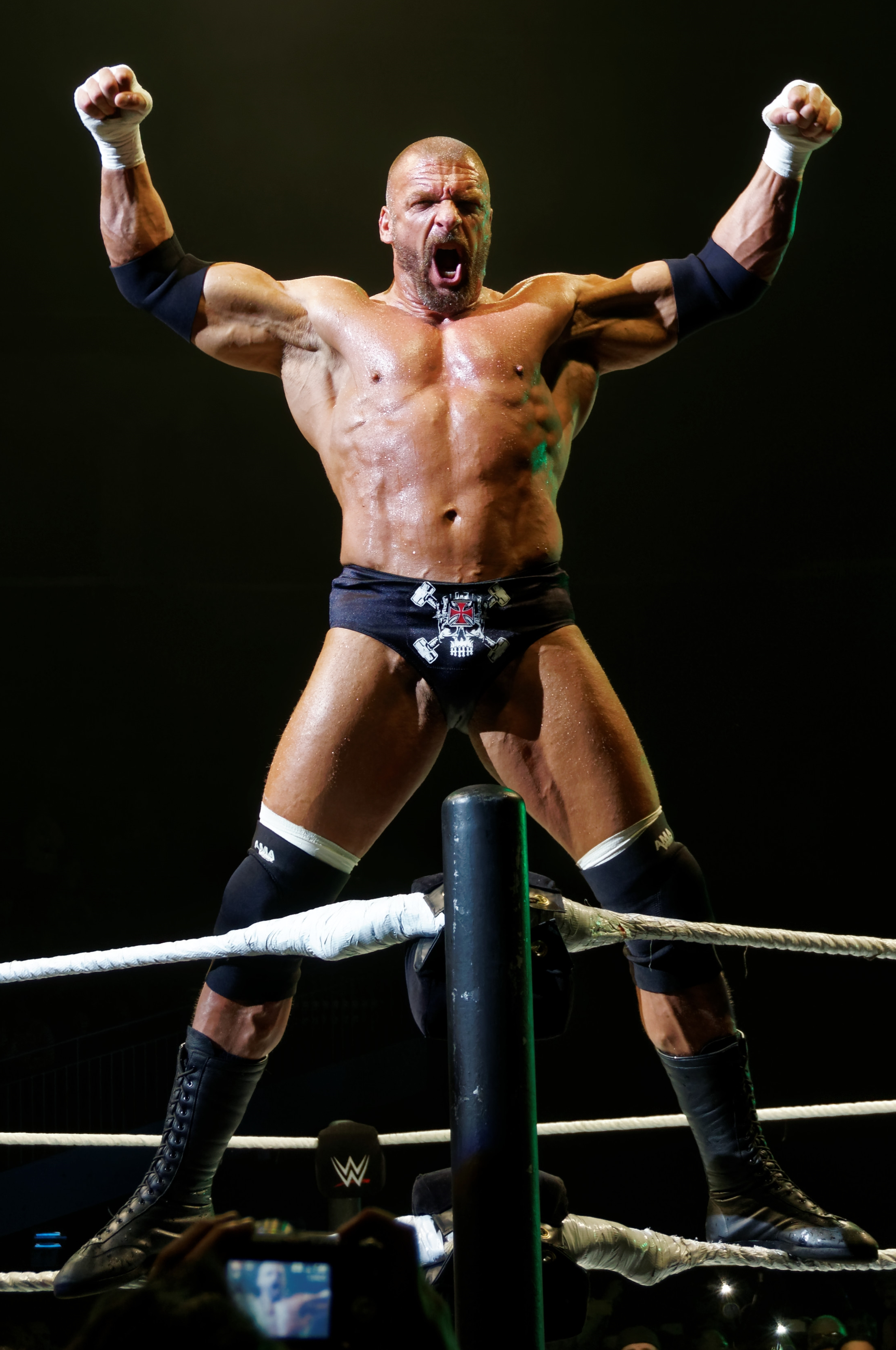
Triple H in april 2016

- International Sports Hall of Fame 2015[337][338]
- Independent Wrestling Federation
  - IWF Heavyweight Championship (1 keer)
- Pro Wrestling Illustrated
  - PWI Feud of the Year (2000) vs. Kurt Angle
  - PWI Feud of the Year (2004) vs. Chris Benoit
  - PWI Match of the Year (2004) vs. Shawn Michaels en Chris Benoit op WrestleMania XX
  - PWI Match of the Year (2012) vs. The Undertaker op WrestleMania XXVIII
  - PWI Most Hated Wrestler of the Year (2003–2005)
  - PWI Wrestler of the Year (2008)
- World Wrestling Federation / World Wrestling Entertainment
  - WWF/WWE Championship (9 keer)
  - WWE World Heavyweight Championship (5 keer; eerste en langst regerende kampioen)
  - WWF/WWE Intercontinental Championship (5 keer)
  - WWF/World Tag Team Championship (2 keer, 1x met Stone Cold Steve Austin en 1x met Shawn Michaels)
  - WWE Tag Team Championship (1 keer met Shawn Michaels)
  - WWF European Championship (2 keer)
  - King of the Ring(1997)
  - Royal Rumble (2002, 2016)
  - Grand Slam Championship (2de)
  - Triple Crown Championship (7de)
  - Slammy Award
    - "Best Hair" (1997)
    - "OMG Moment of the Year" (2011)
    - "Match of the Year" (2012) vs. The Undertaker in een Hell in a Cell match bij WrestleMania XXVIII
- Wrestling Observer Newsletter
  - Feud of the Year (2000) vs. Mick Foley
  - Feud of the Year (2004) vs. Shawn Michaels en Chris Benoit
  - Feud of the Year (2005) vs. Batista
  - Most Overrated (2002–2004, 2009)
  - Readers' Least Favorite Wrestler (2002, 2003)
  - Worst Feud of the Year (2002) vs. Kane
  - Worst Feud of the Year (2006) met Shawn Michaels vs. Vince en Shane McMahon
  - Worst Worked Match of the Year (2003) vs. Scott Steiner op No Way Out
  - Worst Worked Match of the Year (2008) vs. Vladimir Kozlov en Edge bij het evenement Survivor Series
  - Wrestler of the Year (2000)
  - Wrestling Observer Newsletter Hall of Fame (Class of 2005)

## Top-10 hoogst gequoteerde wedstrijden
Hieronder volgt een lijst op basis van beoordelingen van wedstrijden van Triple H door journalist Dave Meltzer van Wrestling Observer Newsletter (WON), het hoogst aangeschreven tijdschrift over professioneel worstelen ter wereld. Triple H heeft 130 keer een beoordeling gekregen van WON; onderstaand werden de tien hoogst gequoteerde opgelijst:
| Evenement                       | Datum            | Kampioenschap (optioneel)       | Wedstrijd | Winnaar                           | Beoordeling door WON |
| ------------------------------- | ---------------- | ------------------------------- | --- | --------------------------------- | -------------------- |
| WWF No Way Out 2001             | 25 februari 2001 | n.v.t.                          | Triple H vs. "Stone Cold" Steve Austin                                                                                            | Triple H                          | **** ¾               |
| WWF RAW is WAR (aflevering 417) | 21 mei 2001      | WWF World Tag Team Championship | The Two-Man Power Trip (Triple H & "Stone Cold" Steve Austin) (c) vs. Chris Benoit & Chris Jericho                                | Chris Benoit & Chris Jericho (nc) | **** ¾               |
| WrestleMania 20                 | 14 maart 2004    | World Heavyweight Championship  | Triple H (c) vs. Chris Benoit vs. Shawn Michaels                                                                                  | Chris Benoit (nc)                 | **** ¾               |
| WrestleMania 28                 | 1 april 2012     | n.v.t.                          | Triple H vs. The Undertaker in een Hell in a Cell match                                                                           | The Undertaker                    | **** ¾               |
| WWF Royal Rumble 2000           | 23 januari 2000  | WWF Championship                | Triple H (c) vs. "Cactus Jack" Mick Foley                                                                                         | Triple H (c)                      | **** ½               |
| WWF No Way Out 2000             | 27 februari 2000 | WWF Championship                | Triple H (c) vs. "Cactus Jack" Mick Foley                                                                                         | Triple H (c)                      | **** ½               |
| WWF Fully Loaded 2000           | 23 juli 2000     | n.v.t.                          | Triple H vs. Chris Jericho | Triple H                          | **** ½               |
| WWF Armageddon 2000             | 10 december 2000 | WWF Championship                | Kurt Angle (c) vs. Rikishi vs. "Stone Cold" Steve Austin vs. The Rock vs. The Undertaker vs. Triple H in een Hell in a Cell match | Kurt Angle (c)                    | **** ½               |
| WWE Backlash 2004               | 18 april 2004    | World Heavyweight Championship  | Chris Benoit (c) vs. Shawn Michaels vs. Triple H                                                                                  | Chris Benoit (c)                  | **** ½               |
| WWE Vengeance 2005              | 26 juni 2005     | World Heavyweight Championship  | Batista (c) vs. Triple H in een Hell in a Cell match                                                                              | Batista (c)                       | **** ½               |

- Top 10 op basis van beoordelingen door Wrestling Observer Newsletter wordt anno 2022 niet geüpdatet, Triple H beëindigde op 25 maart 2022 zijn carrière als fulltime/parttime worstelaar

## Trivia
- Levesque is geheelonthouder.
- Hij is een grote fan van de Engelse rockformatie Motörhead. Levesque was een persoonlijke vriend van zanger Lemmy Kilmister. Kilmister schreef Levesques intromuziek, waaronder zijn themalied The Game (sinds 2001).
- Behalve een kaalgeschoren coupe heeft Levesque sinds 2017 ook een baard, waar een internetmeme uit voortkwam. Levesque wordt als "Triple H" weleens vergeleken met het personage Kratos uit het computerspel God of War.[340]